# Krasiejów (Ukraina)
Krasiejów (ukr. Красіїв) – wieś na Ukrainie w obwodzie tarnopolskim, w rejonie czortkowskim.
Do 2020 w rejonie monasterzyskim.